# Grumman A-6 Intruder
Chiếc A-6 Intruder là một kiểu máy bay cường kích hai động cơ, cánh gắn giữa do Grumman Aerospace chế tạo. Được đưa vào sử dụng từ năm 1963 đến năm 1997, chiếc Intruder được thiết kế như là một kiểu máy bay hoạt động trong mọi thời tiết nhằm thay thế cho kiểu máy bay tấn công hạng trung A-1 Skyraider trang bị động cơ piston. Một phiên bản chiến tranh điện tử đặc biệt, chiếc EA-6B Prowler, vẫn còn đang được sử dụng tính cho đến năm 2007. Khi chiếc A-6 được cho nghỉ hưu dần, nhiệm vụ tấn công chính xác được chuyển cho F-14 Tomcat được trang bị LANTIRN (hệ thống dẫn đường và tìm mục tiêu tầm thấp ban đêm bằng hồng ngoại) mà giờ đây cũng đã nghỉ hưu, và vai trò giờ đây được tiếp nối bởi chiếc F/A-18E/F Super Hornet.

## Thiết kế và phát triển

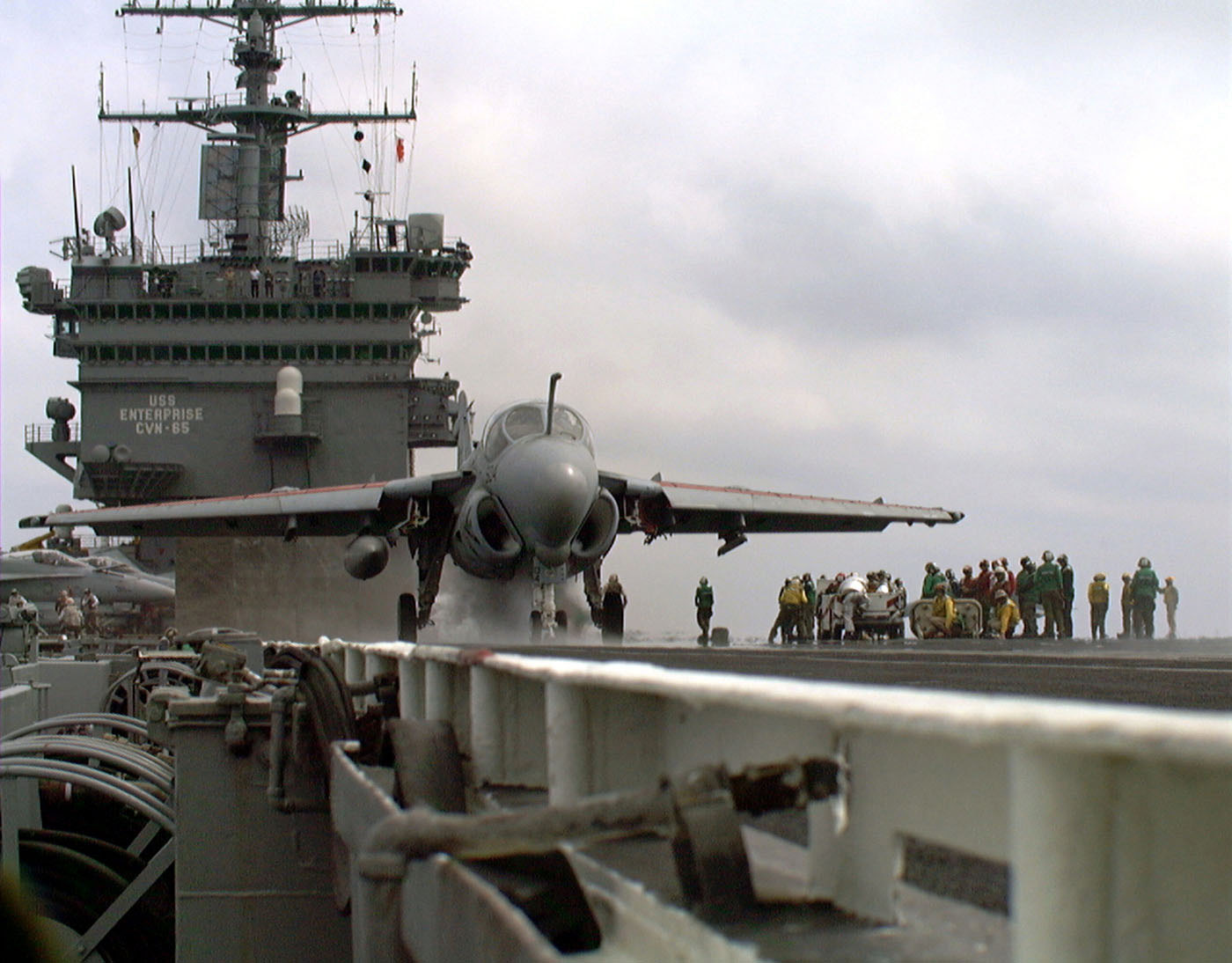
Một chiếc A-6E Intruder chuẩn bị được phóng lên trên tàu sân bay USS Enterprise.

Chiếc Intruder được phát triển nhằm đáp ứng một yêu cầu của Hải quân Hoa Kỳ về một chiếc máy bay cường kích hoạt động trên tàu sân bay trong mọi thời tiết nhằm thay thế cho kiểu máy bay A-1 Skyraider gắn động cơ piston thời Thế Chiến II. Grumman nhận được hợp đồng vào năm 1957, và kiểu máy bay được thiết kế A2F-1 thực hiện chuyến bay đầu tiên ngày 19 tháng 4 năm 1960. Các ống xả động cơ phản lực nguyên thủy được thiết kế để hướng xuống dưới, nhưng chi tiết này bị loại bỏ khi sản xuất hằng loạt. Phi công ngồi phía bên trái, trong khi sĩ quan hoa tiêu/ném bom ngồi phía phải và hơi lui ra sau. Một màn hình ống điện tử chân không (CRT) cung cấp hiển thị tổng hợp về địa hình trước mặt, và với sự có mặt của thành viên đội bay thứ hai, cho phép bay ở độ cao thấp trong mọi điều kiện thời tiết. Cánh máy bay rất hiệu quả ở tốc độ dưới âm thanh so với những máy bay tiêm kích siêu âm như F-4 Phantom II, vốn cũng bay hạn chế ở tốc độ dưới âm thanh khi mang một tải trọng bom nặng. Một kiểu cánh tương tự cũng sẽ được Grumman sử dụng đặt lên trục quay của kiểu cánh thay đổi hình dạng trên chiếc F-14 Tomcat, cũng như là sẽ áp dụng bộ càng đáp tương tự.

## Lịch sử hoạt động

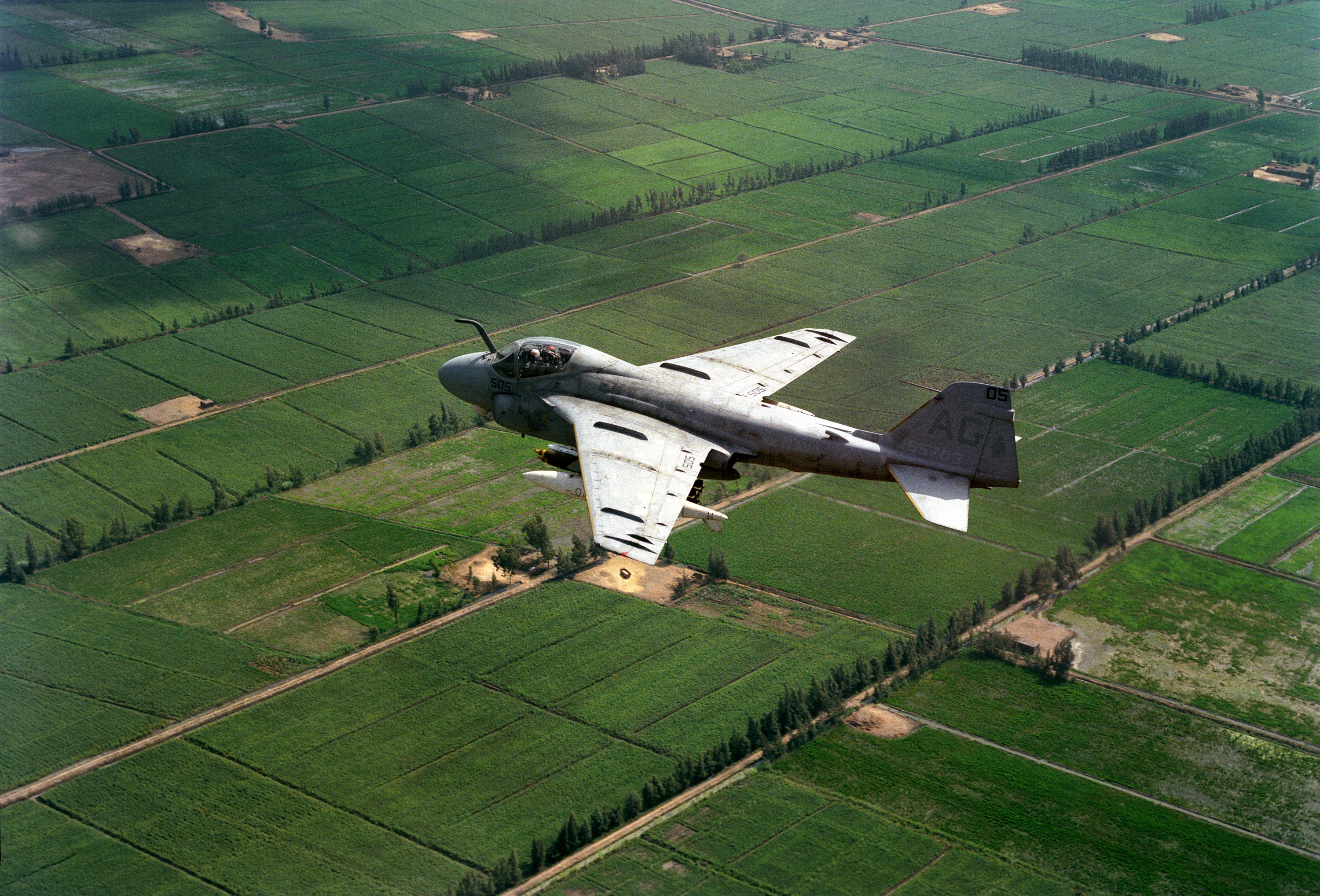
Một chiếc A-6E Intruder nhìn từ hông trái thuộc USS Dwight D. Eisenhower.

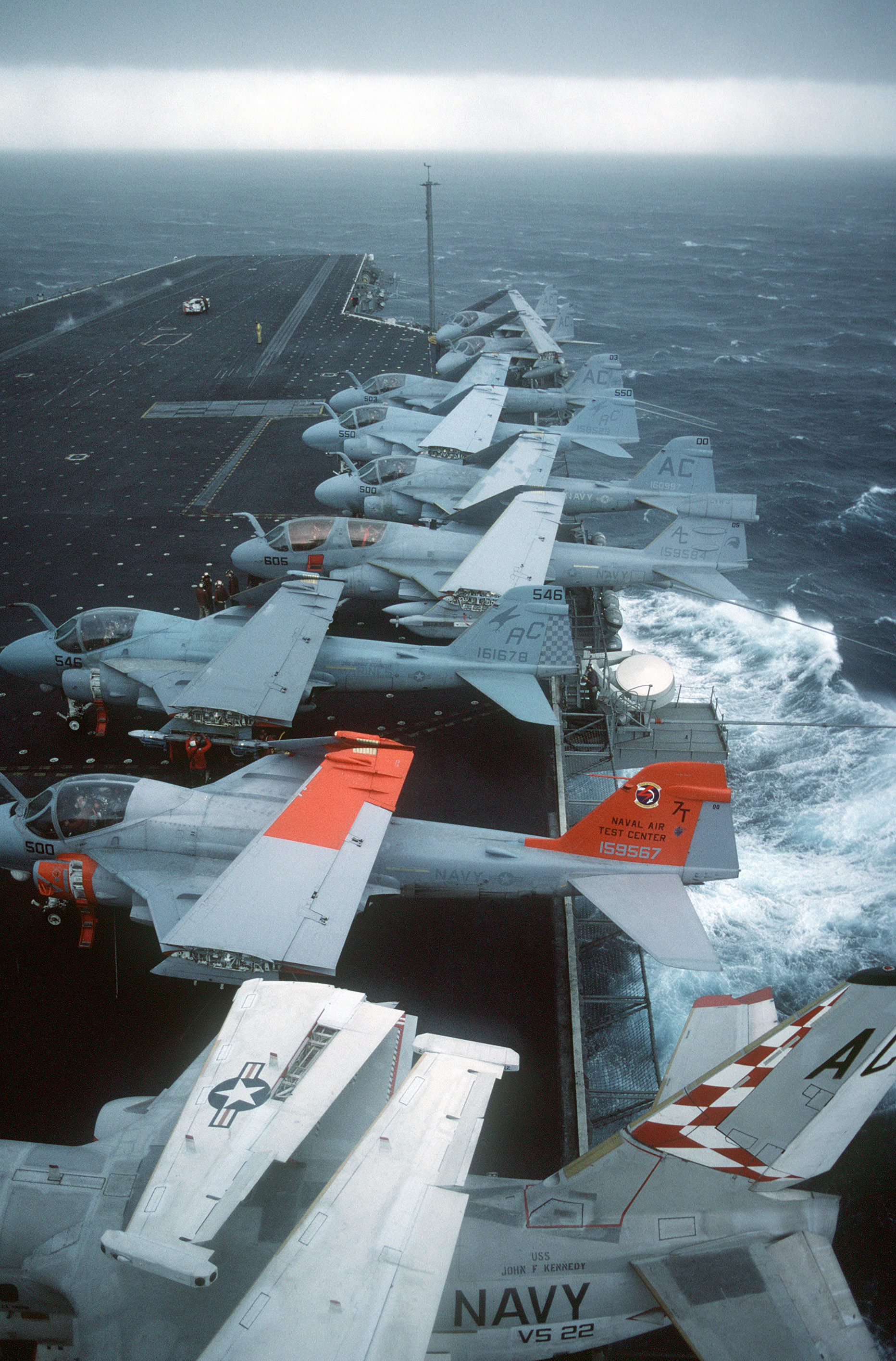
Những chiếc A-6E Intruder, S-3A Viking và một chiếc EA-6B Prowler đang đậu trên sàn đáp tàu sân bay USS John F. Kennedy (CV-67) trong một cơn bão.

Chiếc Intruder nhận được tên gọi mới A-6A theo Hệ thống Định danh máy bay Thống nhất các binh chủng Hoa Kỳ (1962) của Bộ Quốc phòng vào năm 1962, và được đưa vào hoạt động tại các phi đội vào tháng 2 năm 1963. Chiếc A-6 trở thành máy bay tấn công tầm trung và tấn công ban đêm hay trong mọi thời tiết chủ yếu của Hải quân và Thủy quân Lục chiến Hoa Kỳ từ giữa Thập niên 1960 đến Thập niên 1990 và như là một máy bay tiếp dầu trên không cả trong phiên bản chuyên dụng KA-6D hay dùng kỹ thuật "buddy" (bạn bè) tự tiếp dầu trên không (D-704). Vai trò này trong Không quân được đảm nhiệm bởi chiếc F-105 Thunderchief và sau này là F-111 mà sau đó được chuyển đổi sang kiểu máy bay gây nhiễu radar dưới tên gọi EF-111 Raven. Chiếc A-6 tham gia chiến đấu trong Chiến tranh Việt Nam và trong các cuộc xung đột tại Liban và Libya. Chiếc Intruder cũng có các vai trò khác trong Chiến dịch Bảo táp Sa mạc vào năm 1991, cũng như tại Bosnia vào năm 1994, nhưng chúng được nhanh chóng rút khỏi phục vụ vào giữa những năm 1990 khi Hải quân tiến hành giảm bớt chủng loại máy bay trong các phi đoàn trên tàu sân bay. Đã có dự định thay thế nó bằng kiểu A-12 Avenger II, nhưng chương trình bị hủy bỏ. Chiếc Intruder được giữ lại hoạt động thêm vài năm trước khi được nghỉ hưu và thay thế bằng chiếc F-14 Tomcat được trang bị hệ thống LANTIRN (hệ thống dẫn đường và tìm mục tiêu tầm thấp ban đêm bằng hồng ngoại), rồi đến lượt chúng được thay thế bằng chiếc F/A-18E/F Super Hornet. Nhiều câu hỏi đã đặt ra khi chuyển đổi sang một thế hệ máy bay tấn công có tầm hoạt động ngắn hơn so với thế hệ cũ. Tuy nhiên, sự có mặt của các máy bay tiếp dầu Không quân trong mọi xung đột gần đây làm giảm bớt sự phụ thuộc vào tầm bay xa tự có của máy bay.
Những chiếc A-6 Intruder bắt đầu tham gia hoạt động đầu tiên trong Chiến tranh Việt Nam, nơi nó được sử dụng rộng rãi chống lại các mục tiêu tại Việt Nam. Chiếc máy bay có tầm bay khá xa và tải trọng chiến đấu nặng (8.170 kg/18.000 lb) cộng với khả năng bay trong mọi thời tiết làm cho nó có giá trị trong cuộc chiến. Tuy nhiên, hiệu quả của nó khi bay thấp và ném bom làm cho nó đặc biệt mong manh trước hỏa lực phòng không, và trong tám năm hoạt động Hải quân và Thủy quân Lục chiến Hoa Kỳ đã mất 84 chiếc Intruder vì mọi lý do trong Chiến tranh Việt Nam.
Tổn thất đầu tiên xảy ra vào ngày 14 tháng 7 năm 1965 khi một chiếc Intruder thuộc Phi đội VA-75, do Đại úy Donald Boecker và Đại úy Donald Eaton điều khiển cất cánh từ tàu sân bay USS Independence, thực hiện một cú bổ nhào trên mục tiêu gần Lào. Một vụ nổ dưới cánh phải làm hư hại động cơ bên phải khiến máy bay bốc cháy và hỏng hệ thống thủy lực, vài giây sau động cơ bên trái cũng hỏng và các điều khiển bị tê liệt, cả hai thành viên đội bay phải phóng ra, nhưng cả hai đều sống sót. Vào ngày 21 tháng 8 năm 1967 bốn chiếc A-6 Intruder thuộc Phi đội VA-196 từ tàu sân bay USS Constellation tấn công một đường sắt tại Bắc Việt Nam, một chiếc A-6 do Trung tá Leo Profilet và Thiếu tá William Hardman lái bị tên lửa đất-đối-không (SAM) bắn trúng, chiếc máy bay bị lộn nhào, và cả hai phải phóng ra và trở thành tù binh chiến tranh. Ba chiếc A-6 còn lại tiếp tục phi vụ, rồi đột nhiên hai trong ba chiếc Intruder lại tách khỏi chiếc thứ ba, và có thể do mưa bão và mây thấp, hướng đến và vượt qua biên giới với Trung Quốc. Chúng bị tấn công và bắn rơi bởi những chiếc MiG-19 (J-6) Trung Quốc. Các Trung úy Dain Scott và Forrest Trembley cùng Thiếu tá Jimmy Buckley không sống sót. Đại úy Robert Flynn trở thành tù binh chiến tranh, và được thả ra ngày 15 tháng 3 năm 1973. Chiếc Intruder cuối cùng bị mất trong cuộc chiến thuộc Phi đội VA-35 do Đại úy C. M. Graf và Đại úy S. H. Hatfield điều khiển từ tàu sân bay USS "America, họ bị hỏa lực mặt đất bắn rơi vào ngày 24 tháng 1 năm 1973 trong khi thực hiện phi vụ hỗ trợ gần mặt đất. Các phi công phóng ra và được máy bay trực thăng Hải quân giải cứu.
Trong tổng số 84 chiếc Intruder bị mất trong cuộc chiến, mười chiếc bị bắn rơi bởi tên lửa đất-đối-không (SAM), hai chiếc bị máy bay MiG bắn rơi, 16 chiếc bị mất do những nguyên nhân trong hoạt động, và 56 chiếc bị mất do hỏa lực mặt đất và hỏa lực súng phòng không. Đa số A-6 Intruder của Thủy quân Lục chiến đặt căn cứ ở Nam Việt Nam tại Chu Lai và Đà Nẵng. Hai mươi tàu sân bay Hải quân Hoa Kỳ đã từng luân phiên hoạt động tại vùng biển Đông Nam Á để thực hiện các phi vụ không kích từ đầu những năm 1960 đến đầu những năm 1970. Chín trong số những tàu sân bay đó bị thiệt hại A-6 Intruder: USS Constellation mất mười một, USS Ranger mất tám, USS Coral Sea mất sáu, USS Midway mất hai, USS Independence mất bốn, USS Kitty Hawk mất mười bốn, USS Saratoga mất ba, USS Enterprise mất tám, và USS America mất hai.
Chiếc A-6 Intruder sau đó được sử dụng để hỗ trợ các chiến dịch khác, như các lực lượng quốc tế gìn giữ hoà bình tại Liban năm 1983. Một chiếc Intruder và một chiếc A-7 Corsair II bị tên lửa của Syria bắn rơi vào ngày 4 tháng 12. Intruder cũng hoạt động từ các tàu sân bay USS America và USS Coral Sea trong Chiến dịch Thung lũng El Dorado vào tháng 4 năm 1986, thuộc các phi đội VA-34 "Blue Blasters" (trên chiếc America) và VA-55 "Warhorses" (trên chiếc Coral Sea).
Chiếc Intruder đã có những hoạt động rộng rãi trong Chiến dịch Bảo táp Sa mạc nơi nó là máy bay tấn công chủ yếu của Hải quân Mỹ dùng để ném bom dẫn đường bằng laser. Hải quân Hoa Kỳ sử dụng chúng từ các tàu sân bay USS Saratoga, USS John F. Kennedy, USS Midway, USS Ranger, USS America, và USS Theodore Roosevelt. Thủy quân Lục chiến Hoa Kỳ cũng đưa ra hoạt động hai phi đội A-6E Intruder đặt căn cứ trên đất liền trong cuộc xung đột này. Sau Chiến dịch Bảo táp Sa mạc, Intruder được sử dụng để bay tuần tra trên vùng cấm bay ở Iraq và hỗ trợ trên không cho lực lượng Thủy quân Lục chiến trong Chiến dịch Phục hồi Hy vọng tại Somalia. Chiếc A-6E Intruder cuối cùng rời khỏi phục vụ của Thủy quân Lục chiến Mỹ vào ngày 28 tháng 4 năm 1993.
Chiếc Intruder cuối cùng được nghỉ hưu vào ngày 28 tháng 2 năm 1997. Một số khung máy bay A-6 nghỉ hưu đã được cho đánh đắm ở ngoài khơi bờ biển St. Johns County, Florida để tạo nên nơi ẩn náu cho cá và được đặt tên là Bãi san hô Intruder. Tuy nhiên, trái ngược với sự tin tưởng của nhiều người, những máy bay còn lại có trang bị kiểu cánh mới được lưu kho tại Trung tâm AMARC (Aerospace Maintenance and Regeneration Center: Trung tâm Bảo trì và Phục hồi Hàng không) ở Căn cứ Không quân Davis-Monthan, và không bị đánh chìm thành các bãi san hô nhân tạo. Cho dù chiếc Intruder không thể theo kịp tốc độ hay khả năng không chiến của chiếc F/A-18, tầm bay xa và khả năng về tải trọng chiến đấu của chiếc A-6 vẫn chưa có máy bay nào trong đội máy bay mới có thể sánh kịp.
Kiểu dáng chiếc Intruder với mũi to bầu và một thân đuôi thon thả đã là cảm hứng của một số tên lóng, bao gồm "Double Ugly", "The Mighty Alpha Six", "Iron Tadpole" cũng như  "Drumstick" và "Pregnant Guppy".

## Các phiên bản

### YA-6A
Tên gọi này được đặt cho tám chiếc máy bay nguyên mẫu và tiền sản xuất, được sử dụng trong việc phát triển chiếc A-6A Intruder.

### A-6A

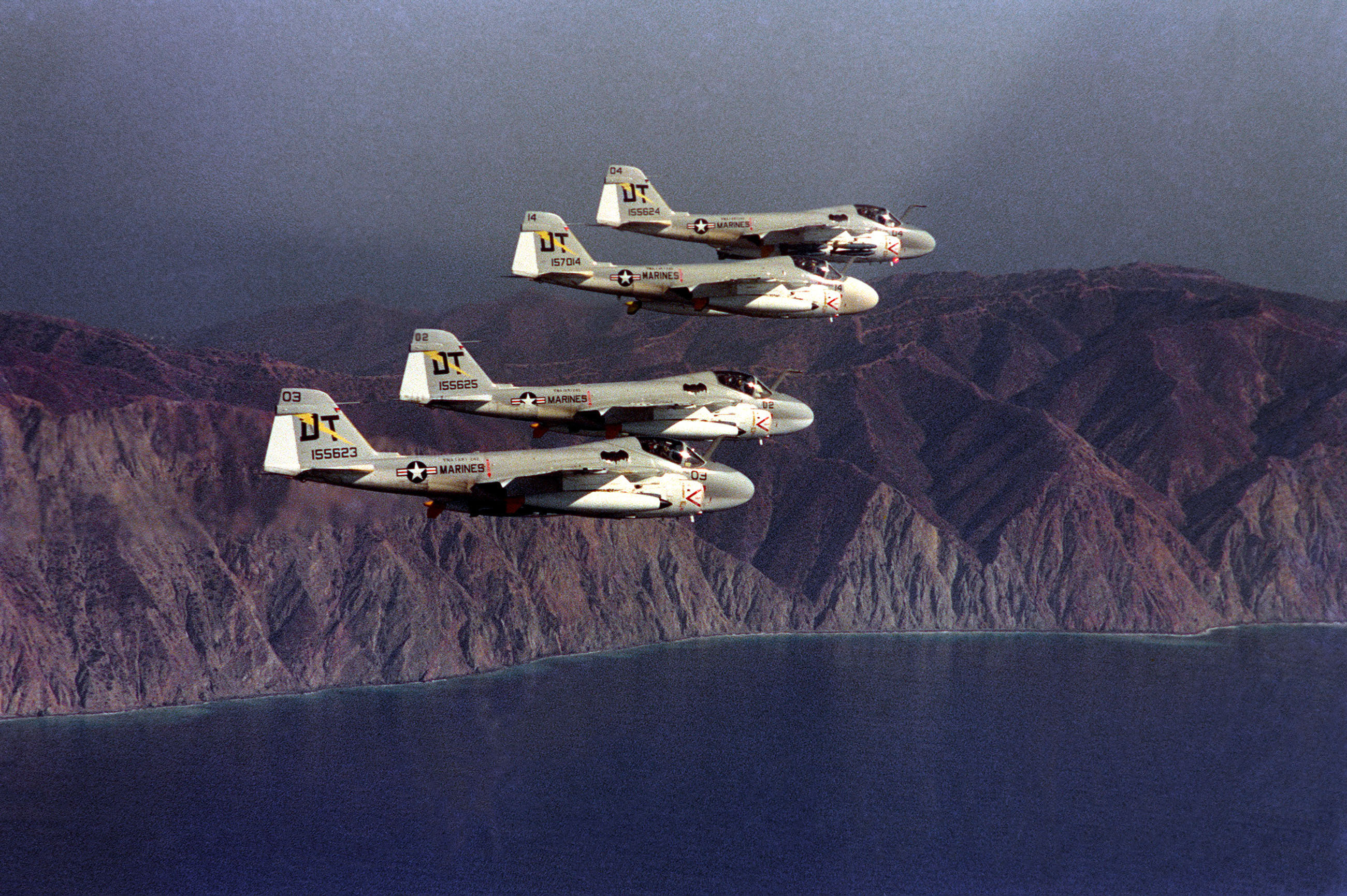
A-6A thuộc Phi đội VMA(AW)-242 vào năm 1975

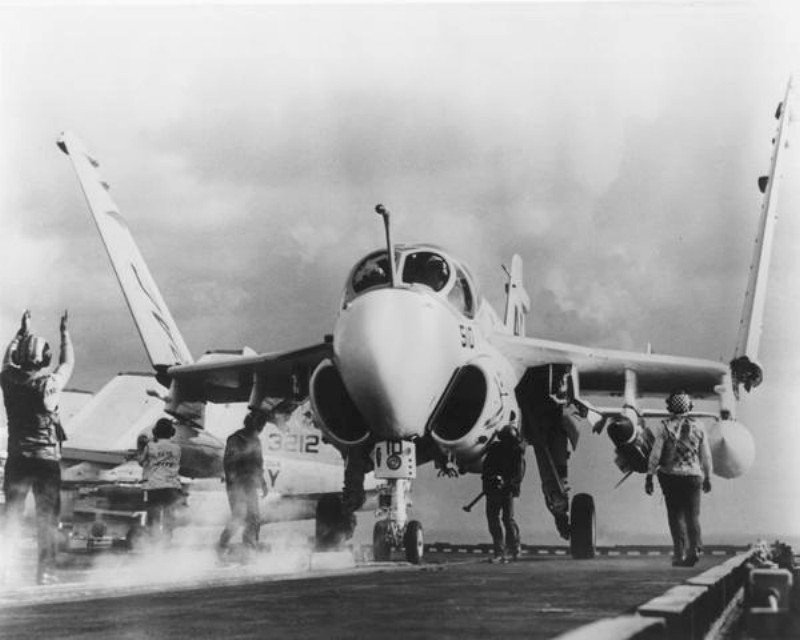
A-6B trên chiếc USS Saratoga vào năm 1971

Phiên bản đầu tiên của chiếc Intruder được chế tạo chung quanh một hệ thống DIANE (Digital Integrated Attack/Navigation Equipment: Thiết bị dẫn đường/tấn công kỹ thuật số tích hợp) phức tạp và tiên tiến, được dự định cung cấp việc ném bom với độ chính xác cao ngay cả trong ban đêm và khi thời tiết xấu. DIANE bao gồm nhiều hệ thống radar: radar tìm kiếm Norden AN/APQ-92 và một radar dẫn đường riêng biệt AN/APQ-112, radar đo độ cao AN/APN-14, và radar Doppler AN/APN-153 để cung cấp những cập nhật về vị trí cho hệ thống dẫn đường quán tính AN/ASN-31. Một máy tính dữ liệu bay và máy tính đạn đạo tích hợp các thông tin của radar cho sĩ quan hoa tiêu/ném bom ngồi trên ghế bên phải. Các hệ thống TACAN (dẫn đường trên không chiến thuật) và Hệ thống định hướng tự động (ADF) cũng được cung cấp để dẫn đường. Khi hoạt động, DIANE có thể là hệ thống dẫn đường và tấn công có khả năng nhất vào thời đó, cho phép chiếc Intruder khả năng bay và chiến đấu trong những hoàn cảnh rất kém (đặc biệt quan trọng tại Việt Nam và Thái Lan trong thời kỳ Chiến tranh Việt Nam). Nó gặp phải nhiều vấn đề ban đầu khi hoạt động, và phải mất nhiều năm cho đến khi nó có được độ tin cậy ổn định.
Tổng số A-6A được sản xuất là 488 chiếc, kể cả sáu chiếc kiểu mẫu tiền sản xuất. Nhiều chiếc trong số những máy bay sống sót được chuyển đổi sang các phiên bản khác.

### A-6B
Nhằm cung cấp cho các phi đội Hải quân một kiểu máy bay SEAD (Suppression of Enemy Air Defences: Trấn áp phòng không đối phương) để tấn công hệ thống phòng không đối phương và các hệ thống tên lửa SAM, một nhiệm vụ được gọi là "Iron Hand" theo cách nói của Hải quân, 19 máy bay A-6A được cải tiến thành tiêu chuẩn A-6B từ năm 1967 đến năm 1970. Chiếc A-6B có nhiều hệ thống tấn công tiêu chuẩn được tháo bỏ dành cho các thiết bị đặc biệt chuyên dò tìm và theo dõi các vị trí radar đối phương cùng khả năng dẫn đường các tên lửa chống bức xạ AGM-45 Shrike và AGM-78 Standard. Có năm chiếc bị mất trong chiến đấu, và những chiếc còn lại sau đó được cải tiến sang tiêu chuẩn A-6E vào cuối những năm 1970.

### A-6C

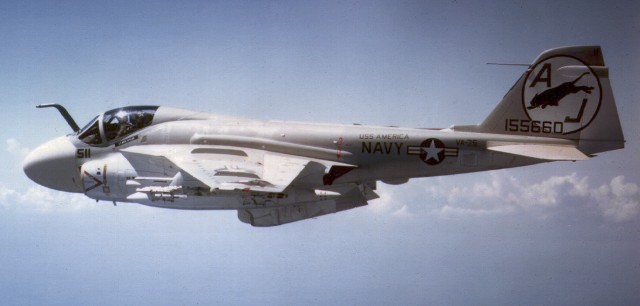
A-6C thuộc Phi đội VA-35 Black Panthers

Mười hai chiếc A-6A được cải tiến vào năm 1970 thành tiêu chuẩn A-6C để dùng trong các phi vụ tấn công ban đêm vào Đường mòn Hồ Chí Minh ở Việt Nam. Chúng được trang bị một cụm TRIM (Trails/Roads Interdiction Multi-sensor) trên thân dành cho máy ảnh hồng ngoại FLIR (Forward Looking Infrared) và camera TV ánh sáng yếu, cũng như một hệ thống "Black Crow" phát hiện sự nổ động cơ. Một chiếc bị mất trong chiến đấu, và những chiếc còn lại được cải tiến sang tiêu chuẩn A-6E sau chiến tranh.

### KA-6D

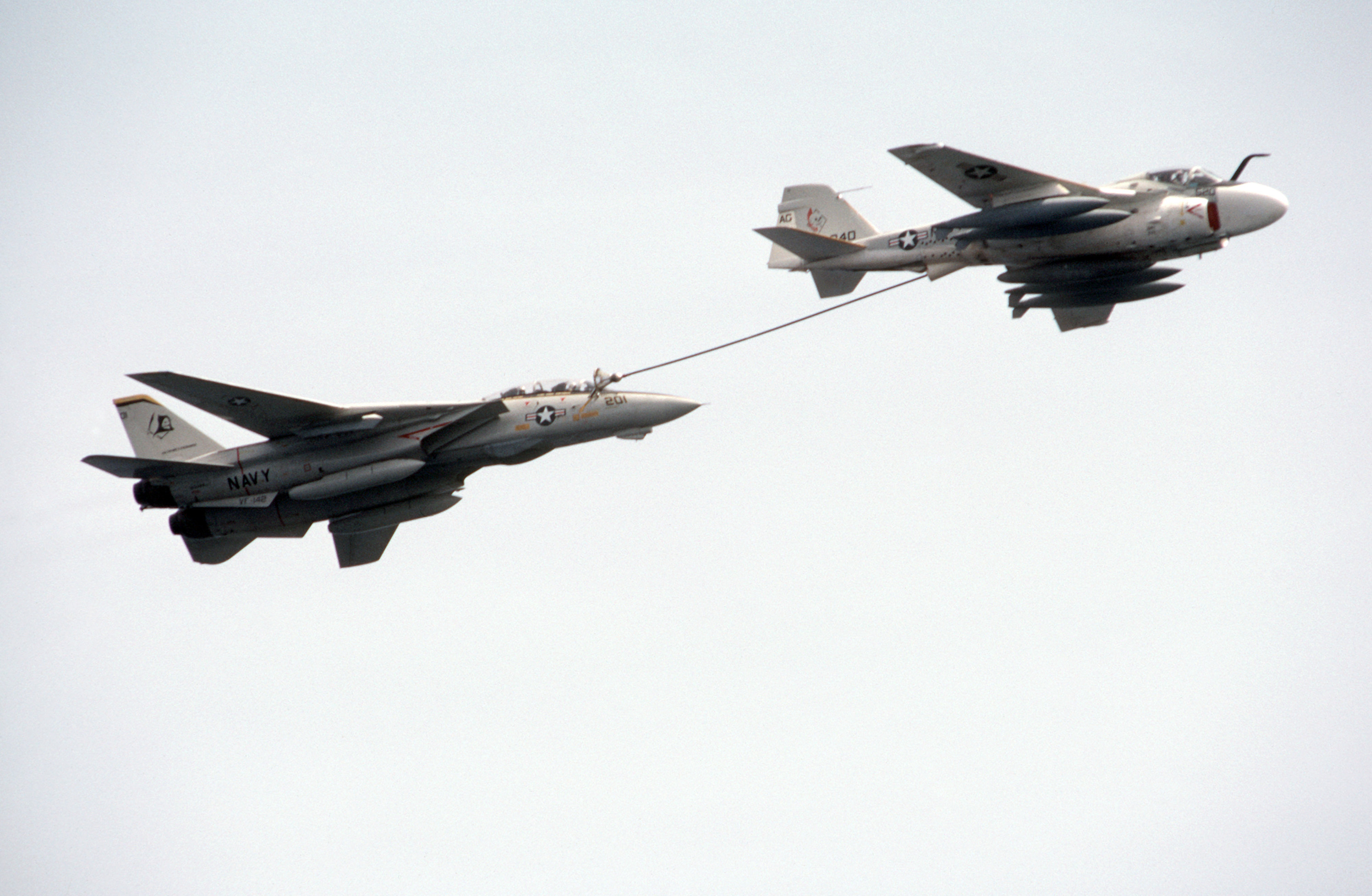
Một chiếc KA-6D đang tiếp nhiên liệu cho một chiếc F-14A vào năm 1987

Vào đầu những năm 1970, có khoảng 78 chiếc A-6A và 12 chiếc A-6E được chuyển đổi thành máy bay tiếp nhiên liệu, thực hiện hỗ trợ tiếp nhiên liệu trên không cho các máy bay tấn công khác. Hệ thống DIANE được tháo bỏ và một hệ thống nhiên liệu bên trong được lắp đặt, đôi khi được bổ sung bởi một cụm tiếp nhiên liệu D-704 trên đế giữa. Chiếc KA-6D trên lý thuyết có thể sử dụng trong vai trò ném bom ban ngày, nhưng thực tế gần như không áp dụng, và bay với tải trọng tiêu chuẩn là bốn thùng nhiên liệu. Bởi vì nó dựa trên nền tảng một máy bay chiến thuật, chiếc KA-6D cung cấp khả năng tiếp nhiên liệu trong phi vụ, khả năng bay theo với nhóm tấn công và tiếp nhiên liệu cho chúng trong quá trình thực hiện phi vụ. Một vài chiếc KA-6D bay kèm theo mỗi phi đội Intruder, và việc cho nghỉ hưu những chiếc máy bay này để lại một lỗ hổng trong vai trò máy bay tiếp nhiên liệu cho Hải quân và Thủy quân Lục chiến. Chiếc S-3 Viking Hải quân cũng có khả năng tiếp nhiên liệu trên không, nhưng tính năng bay và lượng nhiên liệu mang theo hiệu quả bị giới hạn nên chỉ phù hợp như là máy bay tiếp nhiên liệu thu hồi. Việc thiếu mất khả năng tiếp nhiên liệu sau này được bù đắp bởi kiểu máy bay mới F/A-18E Super Hornet, vốn có thể được dùng làm máy bay tiếp nhiên liệu trong phi vụ.

### A-6E

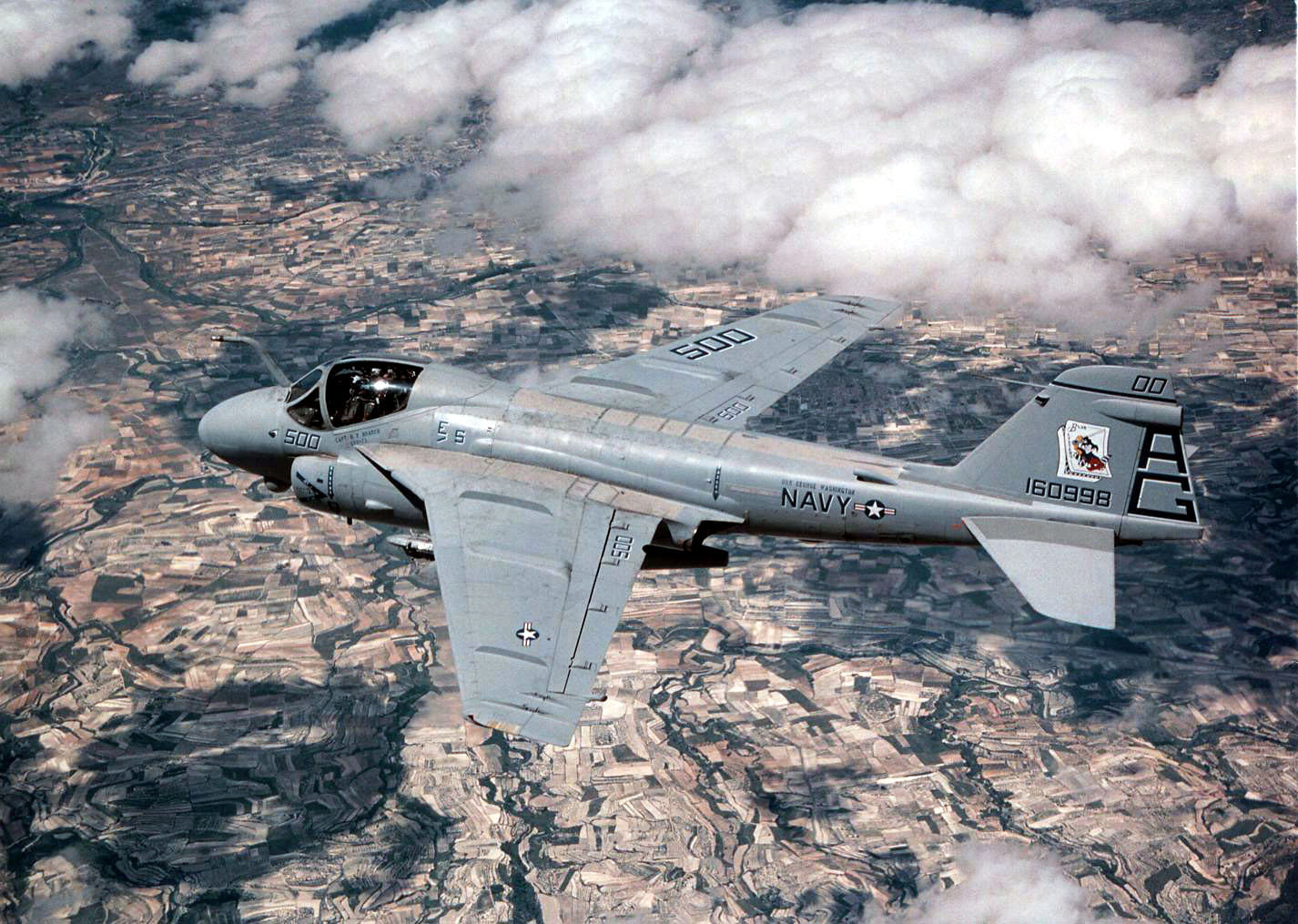
Một chiếc A-6E Intruder bay bên trên bầu trời Tây Ban Nha trong cuộc tập trận Matador.

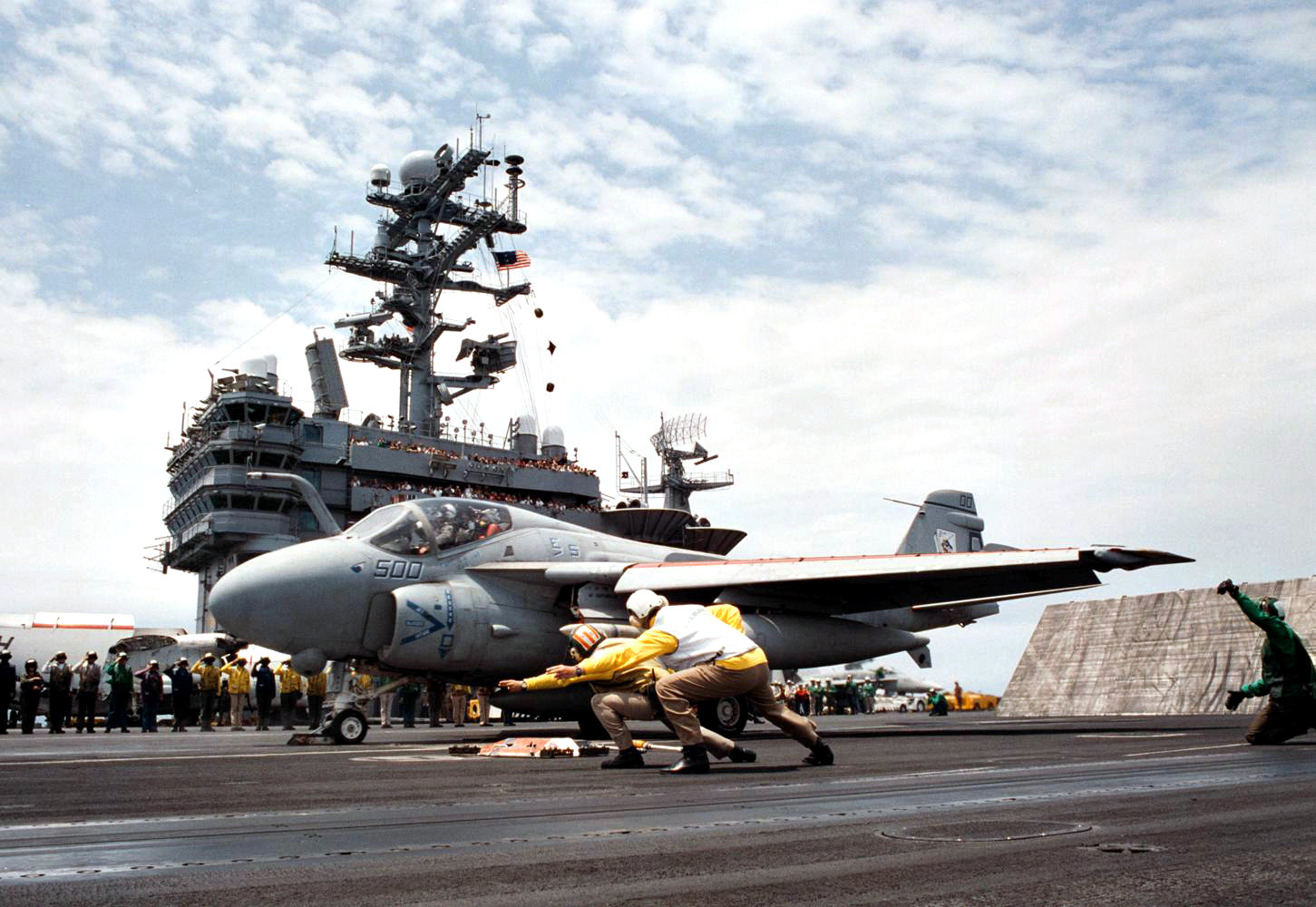
Thống đốc bang Virginia là George Allen (giữa, áo trắng) đang giúp phóng chiếc A-6E Intruder lần cuối cùng của Phi đội VA-34 cất cánh từ sàn đáp tàu sân bay USS George Washington, năm 1996.

Là phiên bản máy bay tấn công Intruder cuối cùng, được giới thiệu vào năm 1970, và được bố trí lần đầu tiên vào ngày 9 tháng 12 năm 1971, với các hệ thống dẫn đường tấn công được nâng cấp sâu rộng. Hệ thống radar tìm kiếm và theo dõi nguyên thủy của chiếc A-6A được thay thế bằng một radar đa chế độ duy nhất AN/APQ-148 Norden, và các máy tính được thay bằng hệ thống điện tử bán dẫn hiện đại và tin cậy hơn. Một hệ thống dẫn đường quán tính mới AN/ASN-92 được bổ sung, cùng với hệ thống CAINS (Carrier Aircraft Inertial Navigation System: hệ thống dẫn đường quán tính từ tàu sân bay), để dẫn đường chính xác hơn. Bắt đầu từ năm 1979 mọi chiếc A-6E được trang bị AN/AAS-33 DRS (Detecting and Ranging Set: bộ phát hiện và đo khoảng cách), một phần của hệ thống TRAM (Target Recognition and Attack, Multi-Sensor: hệ thống đa cảm biến nhận biết và tấn công mục tiêu), một tháp nhỏ ổn định bằng con quay hồi chuyển gắn bên dưới mũi máy bay, mang thiết bị hồng ngoại FLIR cùng thiết bị định vị mục tiêu laser. Hệ thống TRAM được đồng bộ với kiểu radar mới AN/APQ-156 Norden. Sĩ quan hoa tiêu/ném bom có thể sử dụng cả hình ảnh TRAM và dữ liệu radar để tấn công cực kỳ chính xác, hoặc chỉ dùng các cảm biến TRAM để tấn công mà không sử dụng radar của chiếc Intruder (có thể gây báo động cho mục tiêu). Hệ thống TRAM còn cho phép chiếc Intruder độc lập chỉ định và ném bom dẫn đường bằng laser. Thêm vào đó, chiếc Intruder sử dụng hệ thống AMTI (Airborne Moving Target Indicator: chỉ định mục tiêu di động trên không) cho phép chiếc máy bay theo dõi một mục tiêu di động (một xe tăng hay xe tải) và ném bom trên nó cho dù mục tiêu di chuyển. Cũng vậy, hệ thống máy tính cho phép sử dụng Offset Aim Point (OAP, điểm ngắm lệch), cho phép đội bay có khả năng ném bom một mục tiêu không thấy được trên radar bằng cách ghi chú toạ độ một mục tiêu biết được lân cận và nhập vào khoảng cách lệch hướng về mục tiêu không nhìn thấy.
Vào đầu những năm 1990 một số máy bay A-6E còn lại được nâng cấp trong chương trình SWIP (Systems/Weapons Improvement Program: cải tiến các hệ thống và vũ khí) cho phép chúng sử dụng các vũ khí dẫn đường chính xác mới nhất, bao gồm các kiểu tên lửa không-đối-đất AGM-65 Maverick, AGM-84 Harpoon, AGM-84E SLAM, AGM-62 Walleye và tên lửa chống bức xạ AGM-88 HARM. Sau một loạt các vấn đề về giảm sức chịu đựng kim loại trên cánh, khoảng 85% chiếc trong đội máy bay được trang bị kiểu cánh composite mới bằng vật liệu graphite/epoxy/titanium/aluminum.
Phiên bản A-6E có tổng cộng 445 máy bay, trong đó khoảng 240 chiếc được cải biến từ các phiên bản trước đó A-6A/B/C.

### A-6F và A-6G

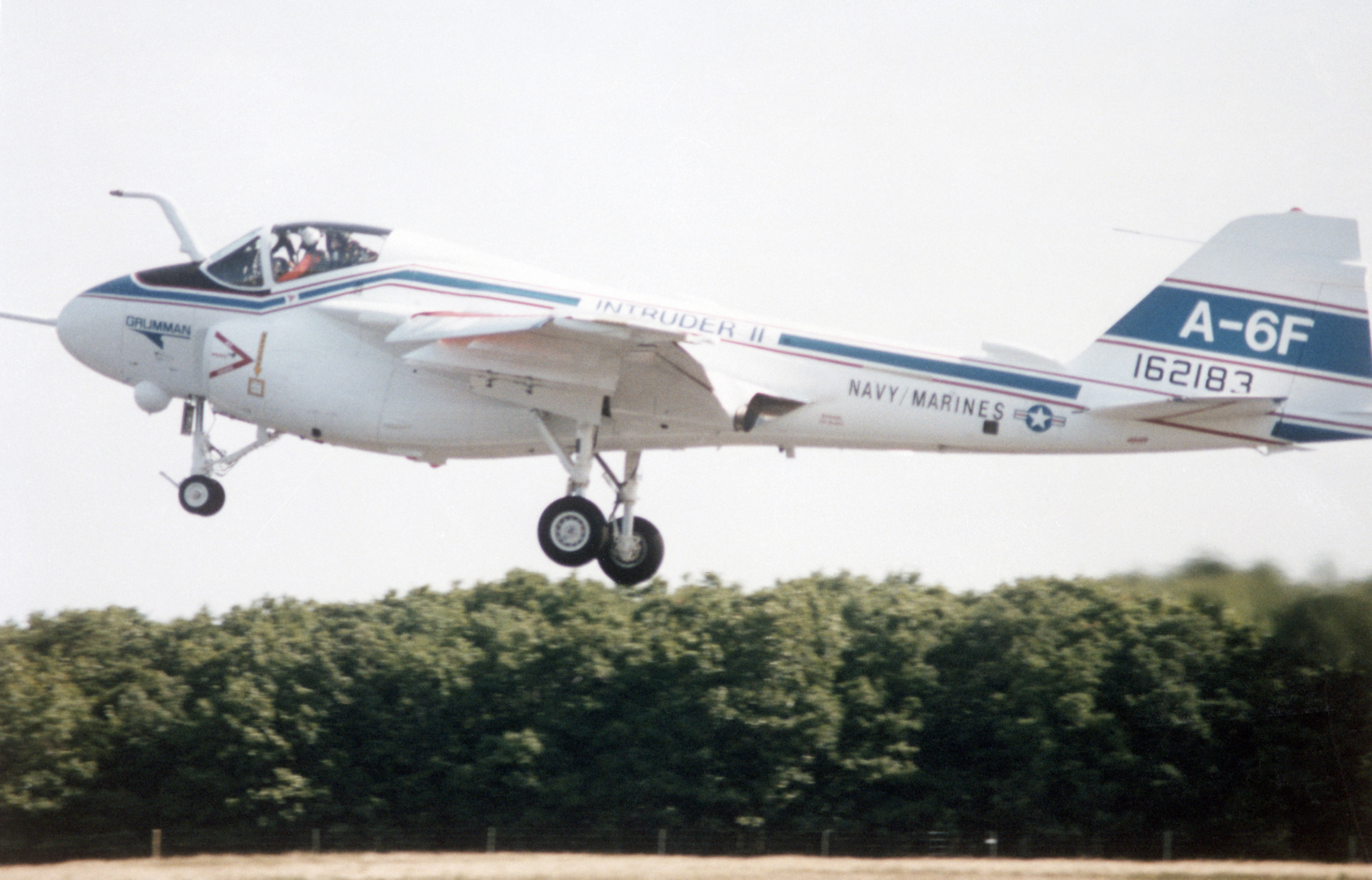
Chiếc nguyên mẫu A-6F vào năm 1987

Một kiểu A-6F Intruder II tiên tiến được đề nghị vào giữa những năm 1980 với dự định thay thế kiểu động cơ turbo phản lực Pratt & Whitney J52 đã cũ của chiếc Intruder bằng một phiên bản không đốt sau của kiểu động cơ phản lực turbo quạt ép General Electric F404 như được sử dụng trên chiếc F/A-18 Hornet, cung cấp sự cải tiến đáng kể về công suất và tiết kiệm nhiên liệu. Chiếc A-6F sẽ có được hệ thống điện tử hoàn toàn mới, bao gồm một radar khẩu độ tổng hợp Norden AN/APQ-173 và các màn hình trong buồng lái đa chức năng; radar APQ-173 cho phép chiếc Intruder có khả năng không chiến với trang bị tên lửa AIM-120 AMRAAM. Nó cũng được bổ sung thêm hai đế cánh, nâng lên tổng cộng bảy đế.
Mặc dù đã có năm chiếc máy bay phát triển được chế tạo, Hải quân sau đó đã không chọn chiếc A-6F mà tập trung chú ý vào chiếc A-12 Avenger II. Điều này đã đưa việc phục vụ vào thế khó khăn khi chương trình A-12 bị hủy bỏ vào năm 1991.
Grumman cũng đề nghị một phương án thay thế rẻ tiền ở phiên bản A-6G, có được hầu hết các thiết bị điện tử tiên tiến của A-6F nhưng giữ lại kiểu động cơ đang có. Kế hoạch này cũng bị hủy bỏ.

### Phiên bản chiến tranh điện tử
Một phiên bản chiến tranh điện tử (EW: Electronic Warfare) /phản công điện tử (ECM: Electronic Countermeasure) của chiếc Intruder được phát triển sớm trong lịch sử chiếc máy bay và dành cho Thủy quân Lục chiến Hoa Kỳ, vốn đang cần một nền tảng ECM mới để thay thế chiếc F3D-2Q Skyknight cũ kỹ. Một phiên bản EW của chiếc Intruder, ban đầu được đặt tên là A2F-1Q và sau đó được đổi tên thành EA-6A, bay chuyến bay đầu tiên vào ngày 26 tháng 4 năm 1963. Nó được trang bị một bộ phản công điện tử Bunker-Ramo AN/ALQ-86, với hầu hết các thiết bị điện tử đặt trong một cụm hình quả hạnh nhân bên trên cánh đuôi đứng. Trên lý thuyết nó có khả năng bắn tên lửa chống bức xạ AGM-45 Shrike, cho dù nó rõ ràng không được sử dụng cho vai trò đó.
Chỉ có 28 chiếc EA-6A được chế tạo (hai chiếc nguyên mẫu, 15 chiếc chế tạo mới và 11 chiếc được cải biến từ phiên bản A-6As), phục vụ cho các phi đội Thủy quân Lục chiến trong Chiến tranh Việt Nam. Nó được đưa ra khỏi phục vụ tiền phương từ giữa những năm 1970, giữ lại phục vụ trong các đơn vị trừ bị của Thủy quân Lục chiến rồi với Hải quân Hoa Kỳ chủ yếu cho các mục đích huấn luyện. Chiếc cuối cùng được nghỉ hưu hoàn toàn vào năm 1993.
Một phiên bản chuyên dùng cao hơn của chiếc Intruder là kiểu EA-6B Prowler, có khung máy bay được kéo dài đủ chỗ cho thêm hai thành viên đội bay điều khiển các hệ thống điện tử, và các hệ thống điện tử được tích hợp cao hơn cho vai trò chiến tranh điện tử và SEAD (Suppression of Enemy Air Defences: trấn áp phòng không đối phương). Có tổng cộng 170 chiếc được sản xuất. Chiếc Prowler được giữ lại phục vụ cho đến tận năm 2006, thay thế những chiếc EF-111 Raven của Không quân còn được biết đến dưới tên "Spark Vark", khi Bộ Quốc phòng Mỹ quyết định để Hải quân đảm trách mọi phi vụ chiến tranh điện tử. EA-6B Prowler được vạch kế hoạch sẽ được thay thế bởi phiên bản EA-18G Growler của chiếc Super Hornet.

### NA-6A
Tên đặt lại cho ba chiếc YA-6A và ba chiếc A-6A. Sáu máy bay này được cải biến cho những thử nghiệm đặc biệt.

### YEA-6A
Một chiếc YA-6A được cải biến thành chiếc nguyên mẫu cho kiểu EA-6A.

### YEA-6B
Tên đặt lại cho hai chiếc nguyên mẫu EA-6B, được cải biến cho những thử nghiệm đặc biệt.

### NEA-6A
Một chiếc EA-6A được cải biến cho những thử nghiệm đặc biệt.

## Các nước sử dụng
Hoa Kỳ
Hải quân Hoa Kỳ
Thủy quân Lục chiến Hoa Kỳ

## Đặc điểm kỹ thuật (A-6E)
Tham khảo: Quest for Performance

### Đặc tính chung
- Đội bay: 02 người (phi công, hoa tiêu/ném bom)
- Chiều dài: 16,6 m (54 ft 7 in)
- Sải cánh: 16,2 m (53 ft 0 in)
- Chiều cao: 4,75 m (15 ft 7 in)
- Diện tích bề mặt cánh: 49,1 m² (529 ft²)
- Kiểu cánh: NACA 64A009 mod root, NACA 64A005.9 tip
- Diện tích cản: 0,71 m² (7,64 ft²)
- Hệ số nâng/lực cản: 0,0144
- Tỉ lệ dài/rộng cánh: 5,31
- Trọng lượng không tải: 11.630 kg (25.630 lb)
- Trọng lượng có tải: 15.870 kg (34.996 lb)
- Trọng lượng cất cánh tối đa: 27.500 kg (60.626 lb)
- Động cơ: 2 x động cơ Pratt & Whitney J52-P8B turbo phản lực, lực đẩy 9.300 lbf (41,4 kN) mỗi động cơ

### Đặc tính bay
- Tốc độ lớn nhất: 1.040 km/h (563 knot, 648 mph)
- Tầm bay tối đa: 5.222 km (2.819 nm, 3.245 mi)
- Trần bay: 12.400 m (40.600 ft)
- Tốc độ lên cao: 38,7 m/s (7.620 ft/min)
- Tỉ lệ lực nâng/lực cản: 15,2

### Vũ khí
- Mang được tối đa 8.170 kg (18.000 lb) vũ khí gắn trên 5 đế, có thể bao gồm:
  - Rocket: 70 mm (2,75 in), 127 mm (5 in) Zuni
  - Bom: Mk-20 Rockeye, Mk-77 Napalm, Mk-81 113 kg (250 lb), Mk-82 Snakeye, Mk-83 454 kg (1.000 lb), Mk-84 907 kg (2.000 lb), Mk-117 340 kg (750 lb), CBU-78 Gator, GBU-10 Paveway II, GBU-12 Paveway II, GBU-16 Paveway II
  - Tên lửa đối không: AIM-9 Sidewinder
  - Tên lửa đối đất: AGM-45 Shrike, AGM-62 Walleye, AGM-84D Harpoon, AGM-88 HARM, AGM-84E SLAM, AGM-65 Maverick, AGM-123 Skipper, AGM-123A Skipper II
  - Nhiều loại ngư lôi
  - Nhiều loại mìn
  - Nhiều loại bom: Mk-76, BDU-45, LGTR, vũ khí đặc biệt B-61...

## Nội dung liên quan

### Máy bay liên quan
- EA-6 Prowler

### Máy bay tương tự
- Blackburn Buccaneer
- Panavia Tornado

### Trình tự thiết kế
- Trình tự Hải quân (trước năm 1962):
  - AF - A2F
- Trình tự thống nhất các binh chủng (sau năm 1962):
  - A-3 - A-4 - A-5 - A-6 - A-7 - AV-8 - A-9

### Danh sách liên quan
- Danh sách máy bay chiến đấu
- Danh sách máy bay quân sự Hoa Kỳ